# Postville
Postville é uma cidade localizada no estado americano de Iowa, no Condado de Allamakee e Condado de Clayton.

## Demografia
Segundo o censo americano de 2000, a sua população era de 2273 habitantes.
Em 2006, foi estimada uma população de 2314, um aumento de 41 (1.8%).

## Geografia
De acordo com o United States Census Bureau tem uma área de
5,4 km², dos quais 5,4 km² cobertos por terra e 0,0 km² cobertos por água.

## Localidades na vizinhança
O diagrama seguinte representa as localidades num raio de 16 km ao redor de Postville.